# Bampura angustigena
Bampura angustigena är en tvåvingeart som beskrevs av Tschorsnig 1983. Bampura angustigena ingår i släktet Bampura och familjen parasitflugor.
Artens utbredningsområde är Iran. Inga underarter finns listade i Catalogue of Life.